# Shimizu Zenzō

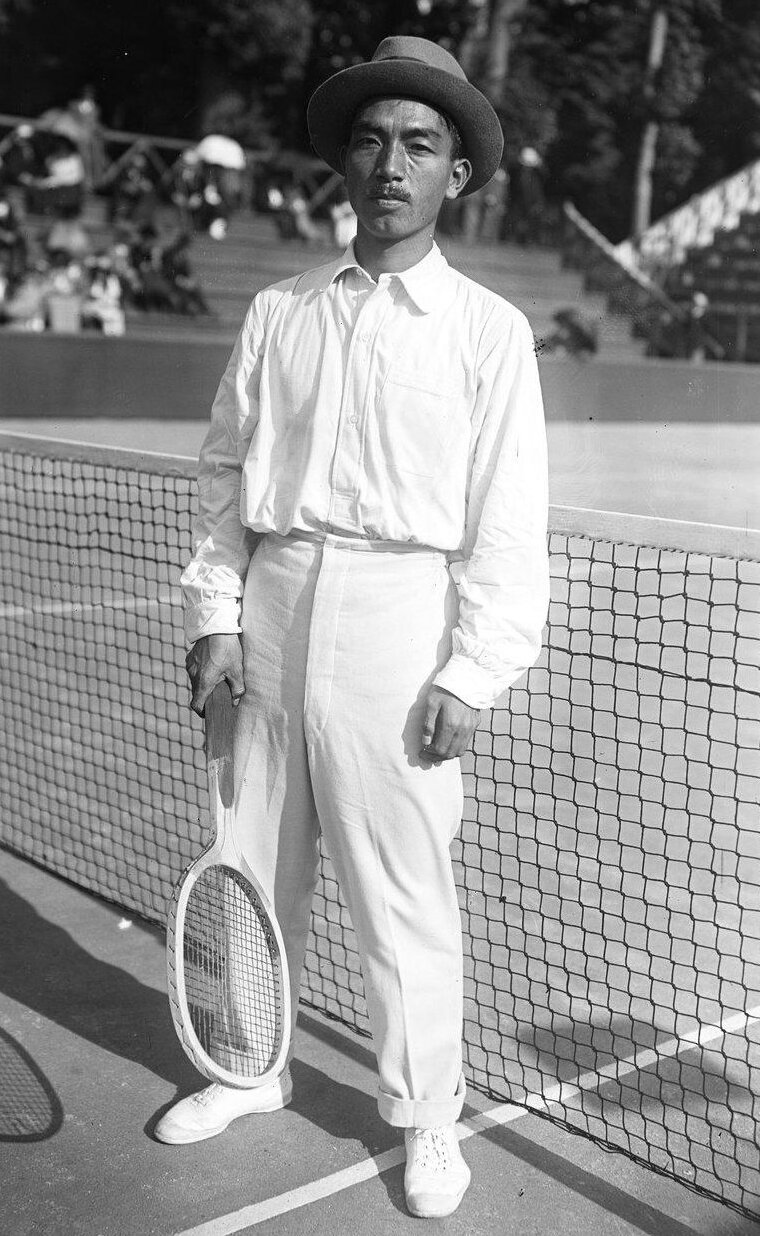
Zenzō Shimizu (1920)

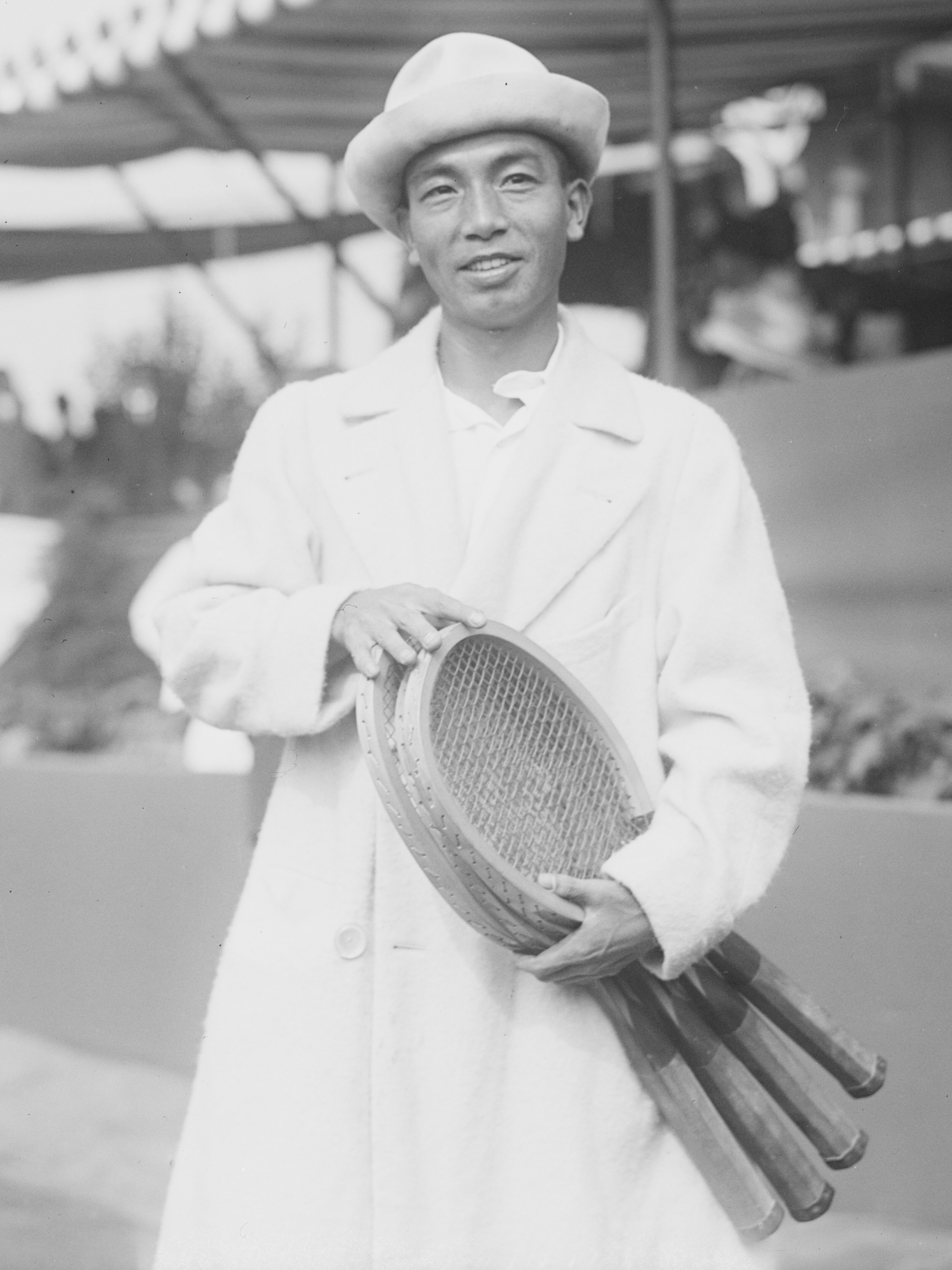
Zenzo Shimizu

Shimizu Zenzō (japanisch 清水 善造; * 25. März 1891 in Misato, Präfektur Gunma; † 12. April oder 12. August 1977 in Ōsaka oder Amagasaki) war ein japanischer Tennisspieler.

## Karriere

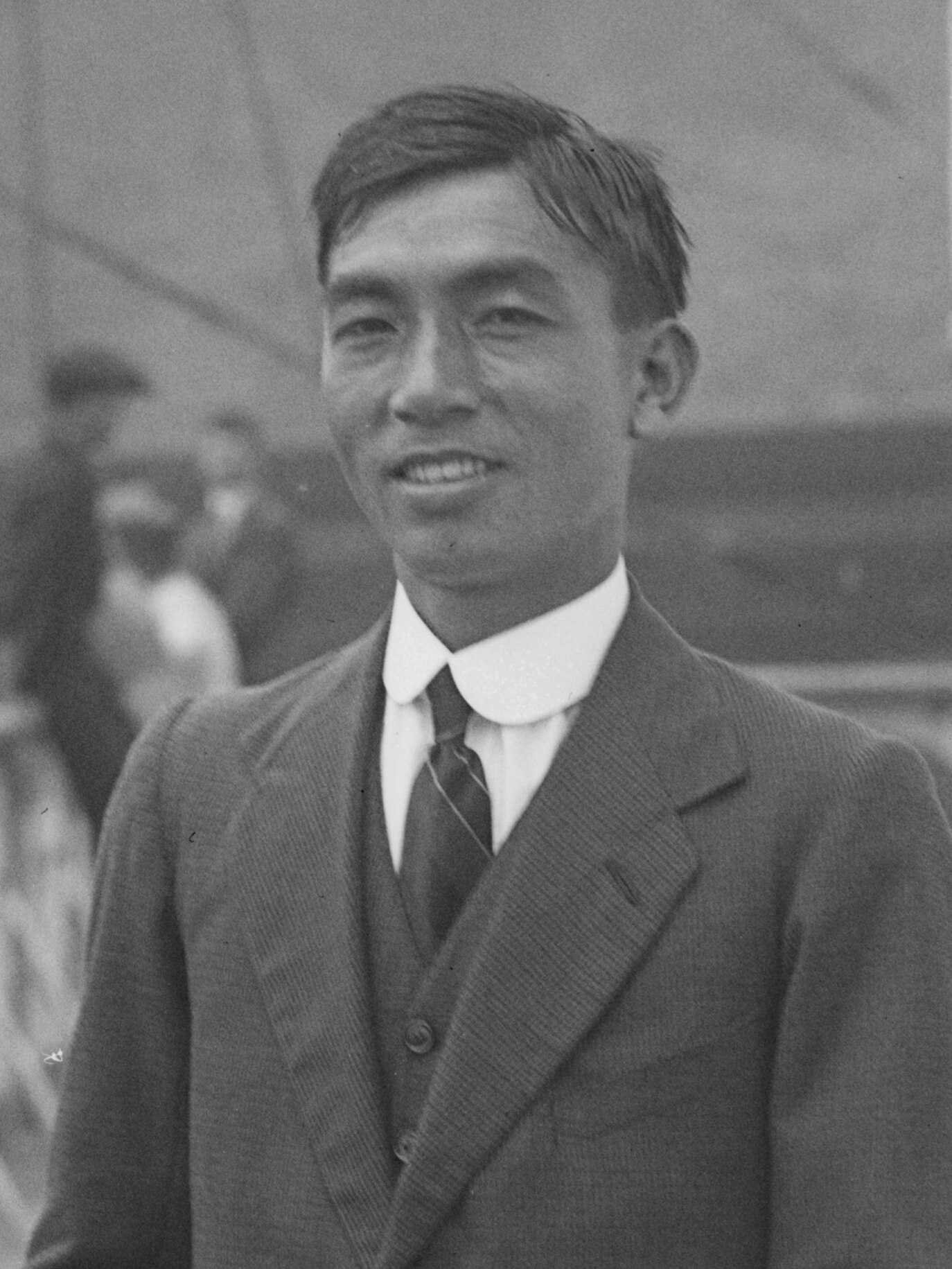
Zenzo Shimizu, 1921

Shimizu erreichte bei seinem Debüt bei den Wimbledon Championships 1920 auf Anhieb das Finale des All-Comers-Wettbewerbs. Dort unterlag er allerdings dem späteren Sieger Bill Tilden in drei Sätzen. Im folgenden Jahr drang er nochmals bis ins Halbfinale vor, in dem er sich dem Spanier Manuel Alonso geschlagen geben musste. 1921 gewann er das Turnier am Londoner Queen’s Club. Bei den US-Meisterschaften 1922 konnte er darüber hinaus das Viertelfinale erreichen.
Beim Davis Cup 1921 erreichte er mit seinem Landsmann Kumagai Ichiya das Finale, das die japanische Mannschaft gegen die USA verlor.
Shimizu starb 1977 im Alter von 86 Jahren.

## Einzeltitel
| Nr. | Jahr | Turnier                    | Finalgegner   | Ergebnis |
| --- | ---- | -------------------------- | ------------- | -------- |
| 1.  | 1921 | Queen’s Club Championships | Mohamed Sleem | 6:2, 6:0 |